# إيرني هنت
إيرني هنت (بالإنجليزية: Ernie Hunt)‏ (17 مارس 1943 سويندون المملكة المتحدة - ) هو لاعب كرة قدم بريطاني.